# Dermorphine
La dermorphine est un hepta-peptide isolé pour la première fois dans la peau (glandes) d'une rainette arboricole d'Amérique du Sud, la Phyllomedusa bicolor. Le peptide est un opioïde naturel qui agit puissamment et très sélectivement sur les récepteurs mu opioïdes,. La dermorphine est environ 30 à 40 fois plus puissante que la morphine mais serait moins susceptible de créer une tolérance et de l'addiction (en raison de sa puissance). La séquence d'acides aminés de la dermorphine est H-Tyr-D-Ala-Phe-Gly-Tyr-Pro-Ser-NH2.
La dermorphine ne se rencontre pas chez l'humain ni d'autres mammifères ou apparentés, seulement chez des bactéries, des amphibiens et des mollusques. La dermorphine semble être synthétisée dans ces espèces par une modification post-traductionnelle inhabituelle due à une isomérase d'acide aminé. Ce processus inhabituel est nécessaire parce que la D-alanine de ce peptide ne fait pas partie des vingt acides aminés codés par le code génétique, le peptide ne peut donc pas être synthétisé via la biosynthèse des protéines fondée sur l'encodage habituel du génome.